# NGC 4592
NGC 4592 este o galaxie spirală situată în constelația Fecioara. A fost descoperită în 1784 de către William Herschel. Se află la o distanță de 11,64 megaparseci de Pământ.